# St. Marien (Kleinbocka)

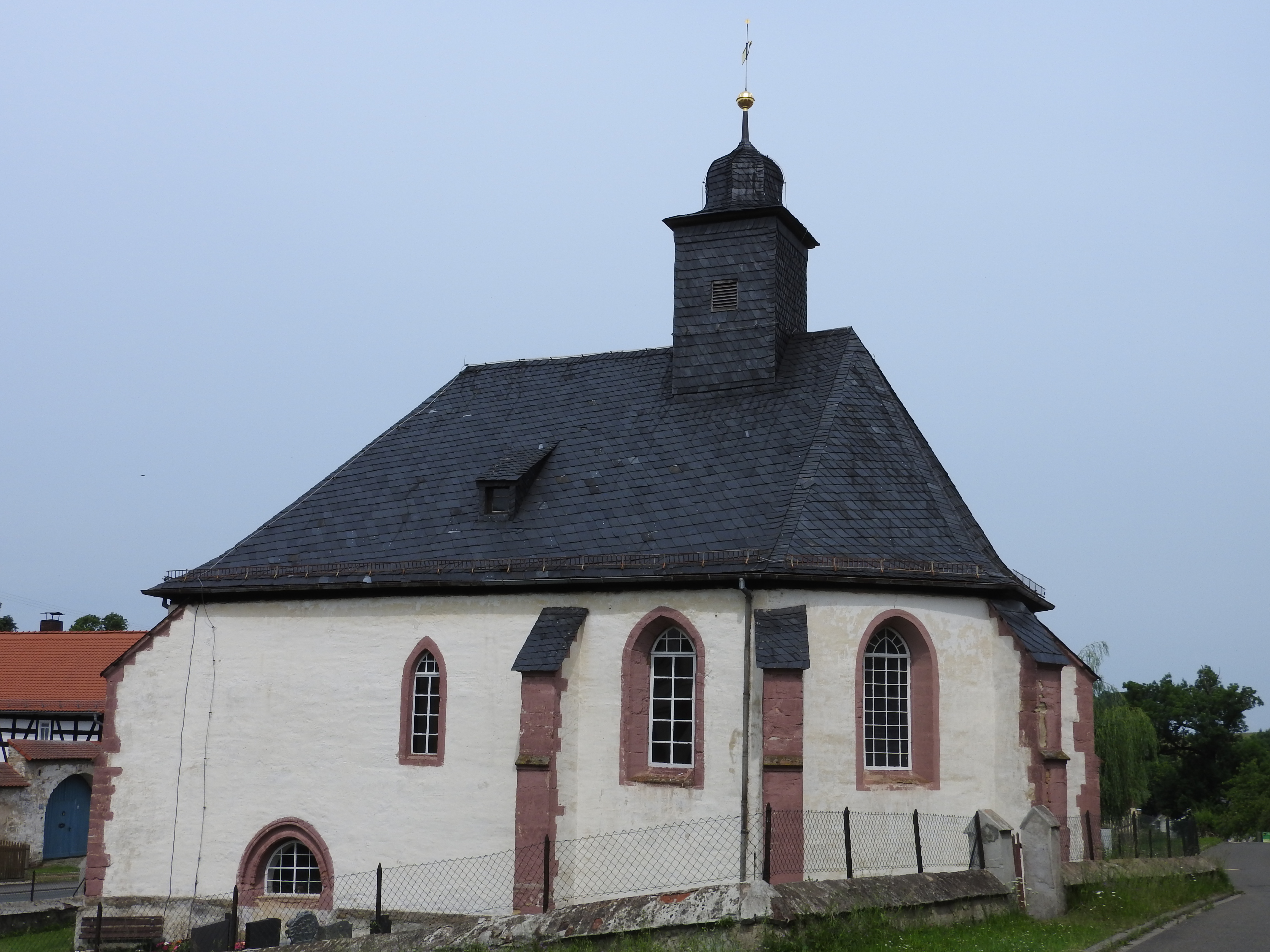
St. Marien

Die evangelisch-lutherische denkmalgeschützte Kirche St. Marien steht in Kleinbocka, einer Ortslage von Bocka im Landkreis Greiz in Thüringen. Die Kirchengemeinde Kleinbocka gehört zum Pfarrbereich Münchenbernsdorf im Kirchenkreis Gera der Evangelischen Kirche in Mitteldeutschland.

## Beschreibung

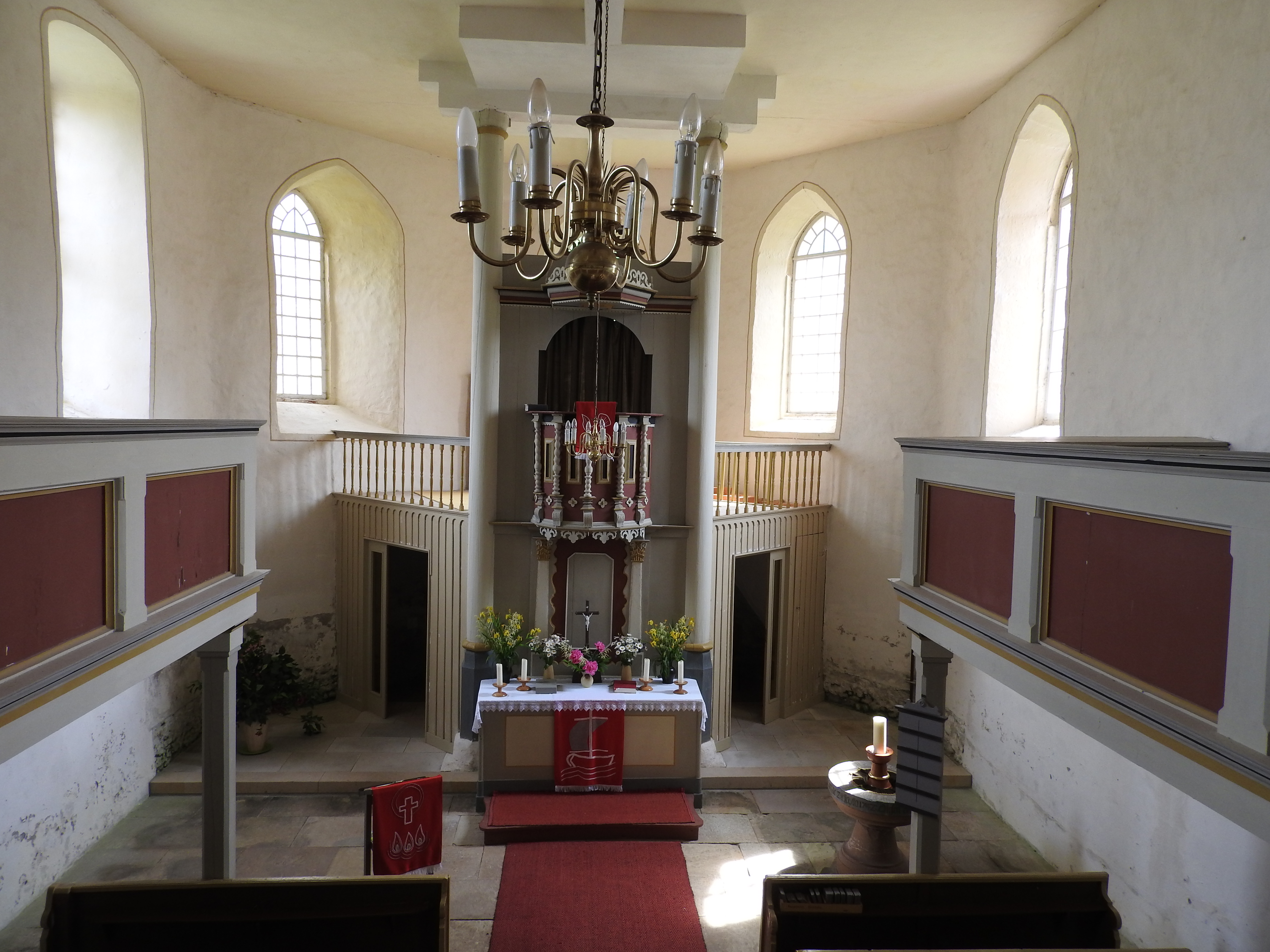
Innenansicht

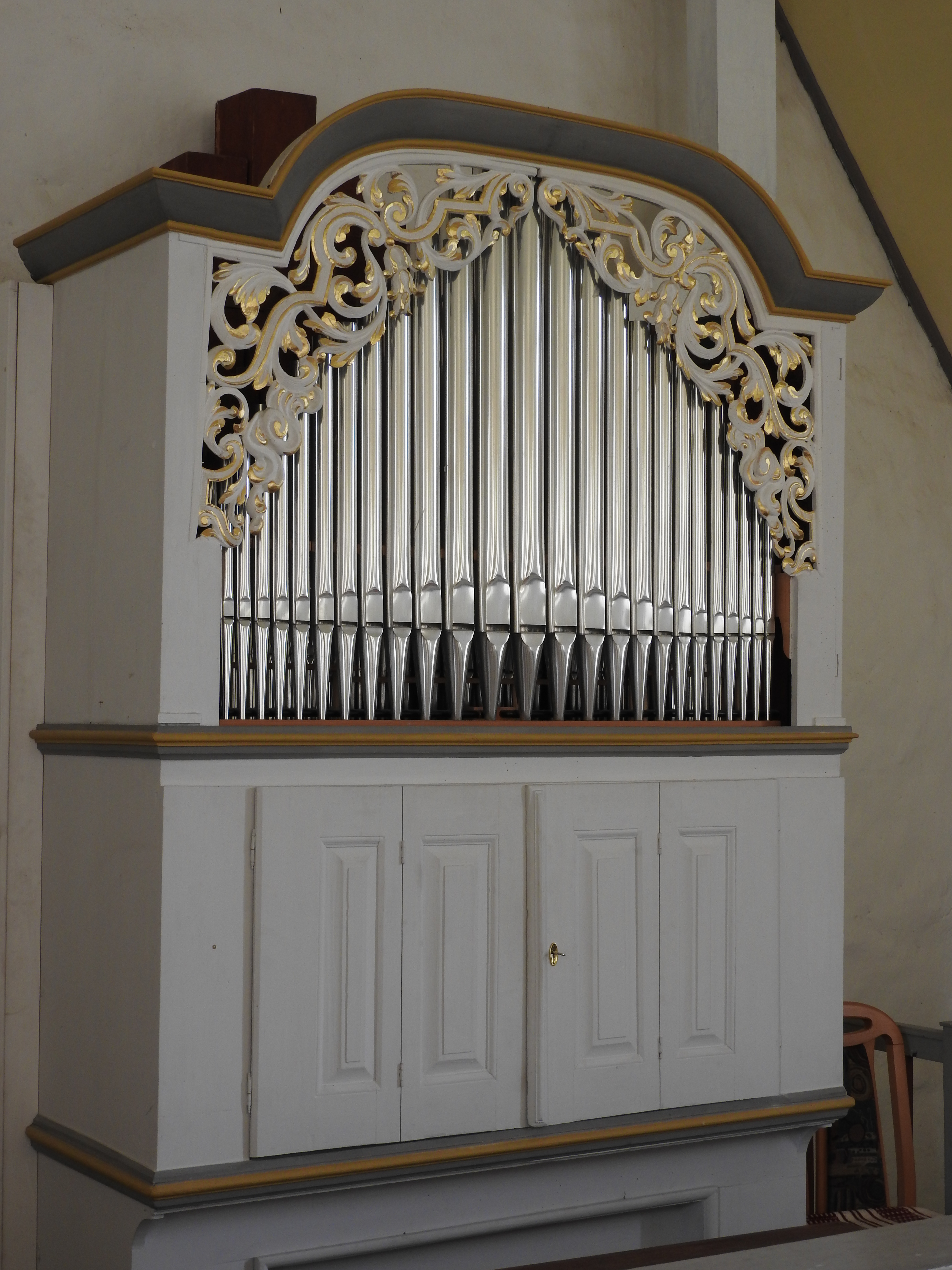
Orgel

Die große Saalkirche aus dem 15. Jahrhundert ist im Osten mit einem 5/8-Polygon von gleicher Breite abgeschlossen. Am Polygon und an den Westecken des Kirchenschiffes sind Strebepfeiler. Am Chor waren ursprünglich große spitzbogige Maßwerkfenster, sie sind jetzt ohne Maßwerk. Die übrigen Fenster sind jünger. Der gotische Eingang im Süden mit tief profiliertem Spitzbogen ist jetzt zugemauert. Auf dem Satteldach sitzt ein schiefergedeckter Dachreiter, der eine Haube trägt. An drei Seiten des Innenraums sind Emporen. Der Kanzelaltar, gebaut um 1700, steht auf mächtigen hölzernen Säulen. Das Kruzifixus ist barock. Die übrige Kirchenausstattung ist schmucklos. Um 1700 wurde eine kleine Orgel angeschafft. Sie wurde 1848 von Johann Heinrich Schilling aus Schleiz fast vollständig erneuert. Ihre 7 Register sind auf ein Manual und ein Pedal verteilt. Sie wurde 1968 von Gerhard Kirchner umgebaut. 2000 wurde sie vom Orgelbau Rösel & Hecker aus Saalfeld restauriert. Der erhaltene barocke Prospekt der um 1700 gebauten Orgel ist bekrönt von einem volkstümlichen Gemälde mit der Christi Himmelfahrt.